# Дюссье, Мишель
Мишель Дюссье (фр. Michel Dussuyer; родился 18 мая 1959, Канны, Франция) — французский футболист и футбольный тренер.

## Биография
В качестве футболиста выступал на позиции вратаря. Большую часть карьеры Дюссье провел в родном «Канне». Кроме него голкипер играл за «Ниццу» и «Олимпик» (Алес). После завершения карьеры Дюссье вошел в тренерский штаб «Канна». В качестве наставника француз долгое время работает на африканском континенте. В разное время он руководил сборными Гвинеи, Бенина и Кот-д’Ивуара.
Летом 2018 года Мишель Дюссье во второй раз возглавил сборную Бенина. Через год он довел ее до четвертьфинала Кубка африканских наций в Египте.

## Достижения
- Финалист Кубка французской лиги (1): 1986.